# Raphael Tracey
Raphael Tracey (ur. 6 lutego 1904 w Gillespie, zm. 6 marca 1975 w Saint Louis) – amerykański piłkarz, reprezentant kraju, grający na pozycji pomocnika. 

## Kariera piłkarska
Tracey urodził się w Gillespie w stanie Illinois. Rozpoczął karierę klubową jako napastnik w St. Louis Vesper Buick z St. Louis Soccer League (SLSL) w sezonie 1925.
Następnie dołączył do Ben Millers. Zdobył z zespołem mistrzostwo St. Louis Soccer League w sezonie 1926/27 oraz dotarł do finału National Challenge Cup w 1926. W zespole występował co najmniej do końca sezonu 1931/32. 
Tracey został powołany na Mistrzostwa Świata 1930. Podczas turnieju wystąpił w trzech spotkaniach z Belgią, Paragwajem oraz w półfinale z reprezentacją Argentyny, przegranym 1:6. Mistrzostwa Amerykanie zakończyli na 3. miejscu. Były to jedyne spotkania rozegrane przez Traceya w drużynie narodowej.
Tracey został wprowadzony do St. Louis Soccer Hall of Fame w 1973 oraz National Soccer Hall of Fame w 1986. 
| Mecze i gole w reprezentacji | Mecze i gole w reprezentacji | Mecze i gole w reprezentacji | Mecze i gole w reprezentacji | Mecze i gole w reprezentacji | Mecze i gole w reprezentacji | Mecze i gole w reprezentacji |
| #                            | Data                         | Miasto                       | Przeciwnik                   | Gol                          | Wynik                        | Rozgrywki                    |
| ---------------------------- | ---------------------------- | ---------------------------- | ---------------------------- | ---------------------------- | ---------------------------- | ---------------------------- |
| 1.                           | 13.07.1930                   | Montevideo                   | Belgia                       |                              | 3:0                          | MŚ 1930                      |
| 2.                           | 17.07.1930                   | Montevideo                   | Paragwaj                     |                              | 3:0                          | MŚ 1930                      |
| 3.                           | 26.07.1930                   | Montevideo                   | Argentyna                    |                              | 1:6                          | MŚ 1930                      |

## Sukcesy
Stany Zjednoczone
- Mistrzostwa Świata 1930: 3. miejsce

Ben Millers
- St. Louis Soccer League (1): 1926/27
- Finał National Challenge Cup (1): 1926